# Dario Ramacciotti
 (Viareggio, 4 ottobre 1987) è un giocatore di beach soccer ed ex calciatore italiano, di ruolo difensore.

## Carriera

### Calcio
Ha iniziato la sua carriera professionistica tra le file della Lucchese. Passa quindi al Varese per poi passare all’Esperia Viareggio e da qui al Castelnuovo Garfagnana. Nella stagione 2009/10 passa alla Colligiana e trasferito alla Sangiovannese si svincola e si dedica al calcio minore con la squadra del Corsanico ma soprattutto alla Torrelaghese dove svolge il doppio ruolo di giocatore e presidente ottenendo la vittoria del campionato di terza categoria. Contemporaneamente si dedica al beach soccer.

### Beach Soccer
Difensore del Viareggio società che fino al 2014 ha impiegato solo giocatori viareggini e che si è messa in luce fin dal primo anno di attività. Dal 2011 Ramacciotti fa parte della nazionale italiana con cui disputa il campionato europeo in Russia e i mondiali di Ravenna.
Nel 2012 vince la Coppa Italia con il Viareggio. Nel 2014 è Best player Fifa World Cup qualifier. Nel 2015 partecipa, vincendoli, ai giochi del Mediterraneo sulla spiaggia e ai giochi europei che si svolgono a Baku dove ottiene la medaglia d'argento. Nel 2016 è il miglior giocatore di Serie A, ma soprattutto con il suo Viareggio ottiene il triplete vincendo in stagione Champions League, Scudetto e Coppa Italia.

## Palmares

### Calcio
- Serie D: 2

Varese: 2006-2007
Viareggio: 2007-2008

### Beach soccer

#### Club
- Coppa Italia di beach soccer: 2

Viareggio: 2012, 2016
- Campionato italiano di beach soccer: 1

Viareggio: 2016
- Supercoppa italiana di beach soccer: 1

Viareggio: 2018
- Euro Winners Cup: 1

Viareggio: 2016

#### Nazionale
- Giochi del Mediterraneo sulla spiaggia: 2

 Pescara 2015,  Patrasso 2019
- Euro Beach Soccer League: 1

2018

#### Individuale
- Best player Fifa World Cup qualifier 2014

- Miglior giocatore del campionato italiano di beach soccer: 1

2016